# 숙용 권씨
숙용 권씨(淑容 權氏)는 조선 성종의 후궁이다.

## 생애
본관, 가족, 생년에 관해 따로 전하는 기록은 없다. 언제 성종의 후궁이 됐는지는 알 수 없으나, '정희왕후 애책문'에 출산 기록이 없는 것을 감안하면 1483년 이후에 후궁이 되었거나 승은을 입은 것으로 보인다. 성종 사망 당시 숙원(淑媛)이었으며, 이후에 숙용(淑容)이 되었다. 그 외의 행적이나 사망일에 대해서는 알려진 바가 없다.
소생으로 1남 1녀가 있었는데, 아들은 요절하였고 딸은 경휘옹주이다.

## 가족관계
- 남편 : 성종
  - 딸 : 경휘옹주
  - 아들 : 요절